# Courcelles-lès-Montbéliard
Courcelles-lès-Montbéliard is een gemeente in het Franse departement Doubs (regio Bourgogne-Franche-Comté). De plaats maakt deel uit van het arrondissement Montbéliard. Courcelles-lès-Montbéliard telde op 1 januari 2022 1.387 inwoners.

## Geografie
De oppervlakte van Courcelles-lès-Montbéliard bedraagt 2,4 vierkante kilometer; de bevolkingsdichtheid is 565 inwoners per km² (per 1 januari 2019).
De onderstaande kaart toont de ligging van Courcelles-lès-Montbéliard met de belangrijkste infrastructuur en aangrenzende gemeenten.

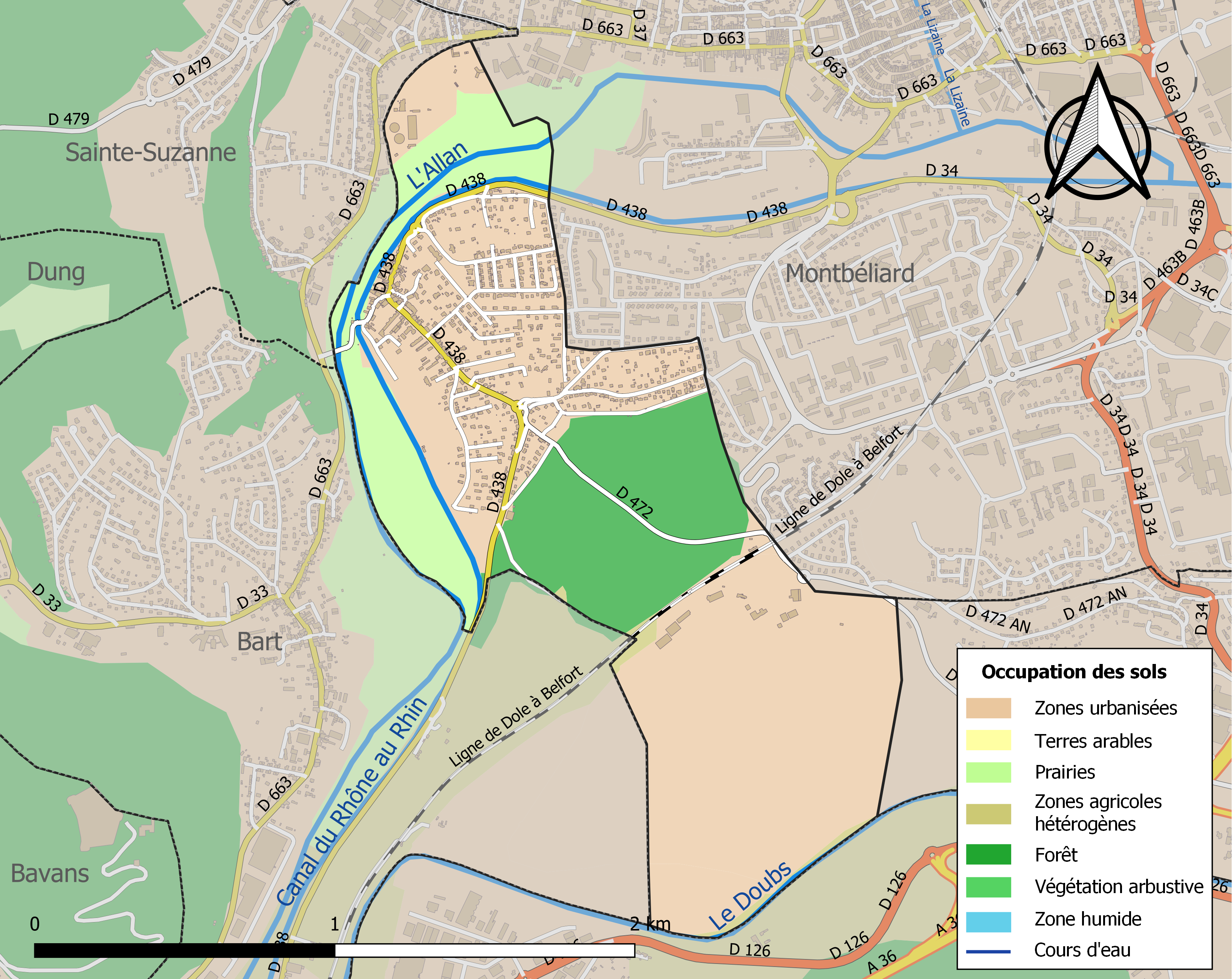

## Demografie
Onderstaande figuur toont het verloop van het inwonertal (bron: INSEE-tellingen).